# مجزرة سوق الأتارب
مذبحة سوق الأتارب  هي ثلاث عمليات قصف جوي على سوق في بلدة الأتارب التي يسيطر عليها الجيش السوري الحر في محافظة حلب السورية، والتي وقعت في 13 نوفمبر 2017، خلال الحرب الأهلية السورية. أصابت هذه الغارات الجوية شارعاً تجارياً يضم سوقاً ومركزاً للشرطة. وأسفرت التفجيرات عن مقتل 84 مدنيا، بينهم 6 أطفال و3 نساء، وإصابة 150 آخرين. كانت الأتارب جزءًا من المنطقة الآمنة التي تم إنشاؤها في سبتمبر/أيلول 2017.

## الأحداث
في تمام الساعة 2:08، تم استهداف سوق الأتارب الشعبي ومركز الشرطة السورية الحرة بثلاث غارات جوية أدت إلى مقتل ما لا يقل عن 84 شخصًا وإصابة 150 آخرين بالإضافة إلى إلحاق أضرار مادية كبيرة بعدد كبيرة من المحلات التجارية في السوق وتدمير مبنى مركز الشرطة. وأدى هذا القصف إلى مقتل 13 عنصراً من عناصر الشرطة وإصابة 12 آخرين.
قام فريق الدفاع المدني باستخراج 61 قتيلاً في أول يوم، ونقلت الإصابات المتوسطة والخفيفة إلى المشافي المجاورة، بينما نقلت بعض الإصابات الخطرة لتلقي العلاج في تركيا، واستمرت عملية رفع الأنقاض وانتشال الجثث 9 أيام متتالية.

### تحقيق الأمم المتحدة
في 6 مارس 2018، نشرت لجنة التحقيق الدولية المستقلة بشأن الجمهورية العربية السورية التابعة للأمم المتحدة  تقريرًا عن الهجوم، ذكرت فيه أنه تم تنفيذه من قبل القوات الجوية الروسية وقد يشكل جريمة حرب.
وبحسب تقرير اللجنة، فإن "مراقبي الإنذار المبكر رصدوا إقلاع طائرة ثابتة الجناحين، يتواصل طياروها باللغة الروسية، من قاعدة حميميم الجوية عند الساعة 1:37 ظهراً، وتتبعوا اتجاه الطائرة جنوباً ثم إلى الشمال الشرقي على طول الطريق إلى الأتارب حيث وصلت الساعة 2:07 ظهراً". وقال التقرير إن الهجوم "قد يشكل جريمة حرب تتمثل في شن هجمات عشوائية تؤدي إلى مقتل وإصابة مدنيين".

### هيومن رايتس ووتش
وقالت هيومن رايتس ووتش: "بموجب قوانين الحرب، من المفترض أن تكون مراكز الشرطة والشرطة أهدافاً مدنية ما لم تشارك الشرطة بشكل مباشر في الأعمال العدائية".  وزعمت تقارير شهود عيان أن السوق بأكمله، الذي يضم 100 متجر، قد دمر جراء الانفجارات. ودمروا أو ألحقوا أضرارا بمساحة تقدر بحوالي 5000 متر مربع. الأسلحة المستخدمة هي القنبلة الانشطارية غير الموجهة أوفاب-500، والقنبلة غير الموجهة بيتاب-500 المخترقة للتحصينات.
وكان هجومان سابقان استهدفا السوق في 25 يوليو/تموز 2016 (8 قتلى) و24 أبريل/نيسان 2014 (31 قتيلاً).